# Zabaltzen
Zabaltzen (Extendiendo o Ensanchando en euskera) es una asociación política española de ámbito navarro, no constituida como partido político, en la que confluyen personas de diferentes ideologías de izquierda con una orientación vasquista, laicista y republicana. Se creó el 1 de septiembre de 2011 a partir de los independientes integrados en Nafarroa Bai desde su fundación. Su líder más destacada es Uxue Barkos, presidenta del Gobierno de Navarra entre 2015 y 2019.

## Historia
Zabaltzen surgió como forma de impulsar la continuidad de Nafarroa Bai tras el abandono a principios de 2011 de Eusko Alkartasuna, para integrarse en Bildu, y de Batzarre para hacerlo en Izquierda-Ezkerra, y ante la decisión que en septiembre tomó Aralar para presentarse a las elecciones generales de 2011 junto con Bildu en la coalición Amaiur.
Desde la sección navarra de Hamaikabat (escisión de Eusko Alkartasuna) manifestaron su apoyo a los miembros de Nafarroa Bai no afiliados y animaron a seguir el ejemplo de Atarrabia Taldea.
Por su parte, Aralar, propietaria legal de la marca Nafarroa Bai, impidió que Partido Nacionalista Vasco y Zabaltzen pudieran seguir usándola, por lo que en las elecciones generales estos se presentaron con el nombre Geroa Bai.
Según sus estatutos, Zabaltzen pretende «hacer visible a la izquierda, el vasquismo y al nacionalismo incluyente que aspiran a un cambio político pluralista en Navarra, respetuoso con sus identidades».

## Zabaltzen Gaztea
Zabaltzen cuenta con el apoyo de un grupo de jóvenes integrados en Gazteok Bai, la organización juvenil de la coalición Geroa Bai, muchos de ellos organizados en Zabaltzen Gaztea.